# Ian Smith (Cricketspieler, 1957)
Ian David Stockley Smith, MBE (* 28. Februar 1957 in Nelson) ist ein neuseeländischer Cricketspieler und Cricketkommentator. Er spielte in den 1980er und Anfang der 1990er Jahre für die neuseeländische Nationalmannschaft auf der Position des Wicket-Keepers.

## Internationale Karriere
Sein Debüt in der neuseeländischen Nationalmannschaft gab Smith bei der Tour in Australien in der Saison 1980/81. Er folgte dabei Warren Lees auf der Position des Wicket-Keepers nach. Ihm gelang es sich im Team zu etablieren und bis zu Beginn der 1990er Jahre bis auf eine Verletzungspause in der Saison 1981/82 fast durchgehend aufgestellt zu werden. Smith hatte während seiner Karriere als Batsman im bei den ODI-Cricket eine der höchsten Schlagraten aller Zeiten – 99 Runs bei 100 Bällen. Im Test-Cricket gelangen ihm zwei Centuries, wobei er beide im Eden Garden in Auckland erzielte. Den ersten erreichte er beim dritten Test der Tour gegen England 1983/84, wobei er 113 Runs erzielte. Während des dritten Tests der Tour gegen Indien 1989/90 gelangen ihm als neunter Schlagmann 173 Runs bei 136 Bällen, was bis heute Rekord auf dieser Position ist. Nach dem Cricket World Cup 1992 zog er sich vom internationalen Cricket zurück.

## Ehrungen
Mit den New Year Honours 1994 wurde Smith für seine Verdienste um den Cricket zum Member of the Order of the British Empire ernannt.

## Nach der Sportkarriere
Derzeit arbeitet Smith als Radiomoderator bei Radio Live SPORT und als Kommentator bei SKY Sport in Neuseeland für Rugby Union und Cricket.
Im Film Love Birds – Ente gut, alles gut! aus dem Jahre 2011 stellt er einen Cricketkommentator dar.
Sein Sohn Jarrod Smith ist ein Fußballspieler, der in der neuseeländischen Nationalmannschaft spielt.